# 深圳市教育局
深圳市教育局，是中华人民共和国广东省深圳市人民政府主管教育的组成部门。

## 职责
根据《中共深圳市委 深圳市人民政府关于印发<深圳市人民政府机构改革方案>的通知》（深发〔2009〕9号），设立深圳市教育局（简称市教育局），为市政府工作部门。具体职责如下：
1. 贯彻执行国家、省、市教育方面的法律、法规和政策，起草相关地方性法规、规章和政策，拟定教育改革和发展规划及年度计划，经批准后组织实施。
2. 承担推进义务教育均衡发展和促进教育公平的责任；承担综合管理学前教育、义务教育、普通高中教育、职业教育、成人教育、高等教育和特殊教育职责；促进民办教育发展；指导学校规范办学管理、实行教育教学改革，全面实施素质教育。
3. 指导协调学校设置；会同有关部门拟订各类教育招生计划，管理教育招生考试工作；负责高校学生思想教育工作、助学贷款管理及毕业生离校前的就业创业指导与服务工作。
4. 组织实施教师资格制度，指导各级各类学校教师和教育行政干部队伍建设工作，指导教育系统人事制度改革等工作；负责中小学、幼儿园教师的继续教育和培训工作；负责外籍教师引进工作。
5. 承担教育经费管理职责；会同有关部门拟订筹措教育经费、教育拨款、教育基建投资、教育收费的政策规定；指导检查教育系统内部审计工作。
6. 承担指导监督学校安全管理责任；指导学校安全保卫工作；指导各类学校德育、法制教育、国防教育和体育卫生与艺术教育工作；配合普通话推广和文字规范工作。
7. 负责规划、指导教育信息化工作。指导和协调学校电化教育、教育技术装备等设施建设；参与协调教育系统学校基本建设工作。
8. 指导各类学校后勤规范化管理工作；规划、指导和协调教育系统的科研、科普工作；开展对外教育交流与合作。
9. 承办市政府和上级部门交办的其他事项。

## 机构设置

### 内设机构
- 工委办公室
- 办公室
- 机关党委（人事处）
- 政策法规处
- 发展规划与财务管理处
- 高等教育处（中外合作办学处）
- 基础教育处
- 校外教育培训监管处
- 职业与终身教育处
- 社会力量办学管理处
- 学前教育处
- 体育卫生与艺术教育处
- 学校安全管理处
- 教育督导处（市政府教育督导室）

### 直属机构
- 深圳市招生考试办公室
- 深圳市教育科学研究院（深圳市基础教育质量监测中心、深圳市教师发展中心）
- 深圳市教育信息技术中心（深圳市教育装备中心）
- 深圳市教育事务综合保障中心
- 深圳大学城图书馆（深圳市科技图书馆）

### 市属中小学校
- 深圳中学
- 深圳实验学校
- 深圳外国语学校
- 深圳高级中学（集团）
- 深圳市第三高级中学
- 深圳大学附属中学
- 深圳市第二实验学校
- 深圳市第二高级中学
- 深圳第二外国语学校
- 深圳科学高中
- 深圳市第七高级中学
- 南方科技大学附属中学
- 深圳大学附属实验中学
- 广东实验中学深圳学校
- 东北师范大学附属中学深圳学校
- 深圳技术大学附属中学
- 深圳北理莫斯科大学附属实验中学
- 深圳市育新学校
- 深圳元平特殊教育学校
- 深圳市第一职业技术学校
- 深圳市第二职业技术学校
- 深圳小学